# Michaela Hrubá
Michaela Hrubá (née le 21 février 1998 à Bořitov) est une athlète tchèque, spécialiste du saut en hauteur.

## Biographie

### Débuts et éclosion internationale chez les jeunes (2014)
Michaela Hrubá franchit pour la première fois la barrière des 1,80 m le 27 juin 2013 en franchissant à seulement 15 ans la hauteur d'1,83 m.
Son effort continue en 2014, lorsqu'elle est sélectionnée dans l'Équipe de République tchèque pour les Championnats d'Europe par équipes à Brunswick en Allemagne où elle termine à la sixième place en égalant son record d'1,87 m.
En juillet 2014, elle participe aux Championnats du monde juniors à Eugene aux États-Unis où elle remporte la médaille d'argent en franchissant 1,91 m, record national junior, en étant devancée par la Britannique Morgan Lake, sacrée également quatre jours auparavant sur l'heptathlon. Hrubá se rend ensuite en août à Nankin (Chine) pour les 2esJeux olympiques de la jeunesse où, dans un concours compliqué, elle glane la médaille de bronze avec une performance d'1,85 m, devancée par l'Ukrainienne Yuliya Levchenko (1,89 m) et par la Française Nawal Meniker (1,87 m).

### Domination chez les jeunes, confirmation chez les séniors (2015)
Durant la saison hivernale 2015, elle améliore son record personnel à 1,89 m. Sélectionnée pour les Championnats d'Europe en salle à Prague en République tchèque, son pays natal, elle améliore lors des qualifications son record personnel avec 1,91 m, maitrisé dès son premier essai avant d'échouer par trois fois à 1,94 m. Elle est finalement repéchée pour la finale, en même temps que la Hongroise Barbara Szabo, devenant la plus jeune athlète à entrer dans une finale continentale du saut en hauteur. Deux jours plus tard, elle termine à la huitième place ex-aecquo avec la Hongroise Barbara Szabo en 1,85 m, avant d'échouer successivement à 1,90 m.
Le 6 juin à Trnava en Slovaquie, elle franchit la barre d'1,90 m ce qui confirme son état de forme. Le 17 juillet 2015, Michaela Hruba frappe un grand coup lors des Championnats du monde jeunesse à Cali en remportant le titre mondial avec 1,90 m, reléguant ses adversaires à plus de huit centimètres. Elle achève sa carrière chez les cadettes sur un premier titre mondial.

### Records (2016)
La Tchèque ouvre sa saison hivernale avec 1,88 m. Le 29 janvier, elle participe au meeting de Split où elle améliore son record personnel avec 1,93 m. Elle est seulement devancée par Blanka Vlašić (1,95 m). Le 5 février, elle franchit 1,91 m lors du meeting de Banská Bystrica où elle se classe deuxième du concours derrière la Nigériane Doreen Amata (1,93 m). Le 7 février, la Tchèque s'impose au meeting de Třinec en améliorant sa meilleure marque personnelle à 1,94 m et échoue de peu à 1,96 m.
Le 2 juin 2016, elle améliore le record national junior à 1,93 m, marque qu'elle égale lors des Championnats nationaux où elle s'impose. Le 6 juillet, elle prend une décevante 12e en finale des Championnats d'Europe d'Amsterdam avec 1,84 m après avoir réalisé 1,92 m en qualifications.
Le 24 juillet, elle devient championne du monde junior à Bydgoszcz avec un saut à 1,91 m, apportant la seule médaille de la compétition à la République tchèque, en battant sur le podium la Mexicaine Ximena Esquivel (1,89 m) et l'Ukrainienne Yuliya Levchenko (1,86 m).
Le 4 mars 2017, la Tchèque se classe 6e de la finale des Championnats d'Europe en salle de Belgrade avec 1,92 m, sa meilleure performance personnelle de la saison. Le 25 juin, Hruba est sélectionnée pour la seconde fois (après 2015) pour représenter la République Tchèque aux Championnats d'Europe par équipes se déroulant à Lille : elle termine 3e du concours avec 1,94 m, établissant un record personnel en plein air et un record national junior. Elle égale cette marque le 9 juillet, à Londres.
Le 12 août, Michaela Hrubá participe à sa première finale mondiale lors des Championnats du monde de Londres : elle termine 11e avec 1,92 m.
En début de saison hivernale 2018, elle franchit 1,93 m à Ostrava devant son public, mais doit céder la victoire aux essais à l'Ukrainienne Iryna Gerashchenko.

## Palmarès
| Date | Compétition                             | Lieu             | Résultat | Marque |
| ---- | --------------------------------------- | ---------------- | -------- | ------ |
| 2013 | Festival olympique de la jeunesse euro. | Utrecht          | 2e       | 1,79 m |
| 2014 | Championnats d'Europe par équipes       | Brunswick        | 6e       | 1,87 m |
| 2014 | Championnats du monde juniors           | Eugene           | 2e       | 1,91 m |
| 2014 | Jeux olympiques de la jeunesse          | Nankin           | 3e       | 1,85 m |
| 2015 | Championnats d'Europe en salle          | Prague           | 8e       | 1,85 m |
| 2015 | Championnats du monde jeunesse          | Cali             | 1re      | 1,90 m |
| 2016 | Championnats d'Europe                   | Amsterdam        | 12e      | 1,84 m |
| 2016 | Championnats du monde juniors           | Bydgoszcz        | 1re      | 1,91 m |
| 2017 | Championnats d'Europe en salle          | Belgrade         | 6e       | 1,92 m |
| 2017 | Championnats d'Europe par équipes       | Lille            | 3e       | 1,94 m |
| 2017 | Championnats d'Europe juniors           | Grosseto         | 1re      | 1,93 m |
| 2017 | Championnats du monde                   | Londres          | 11e      | 1,92 m |
| 2017 | Ligue de diamant                        | Ligue de diamant | 3e       | 1,88 m |
| 2018 | Championnats du monde en salle          | Birmingham       | 10e      | 1,84 m |
| 2018 | Championnats d'Europe                   | Berlin           | 6e       | 1,91 m |
| 2019 | Championnats d'Europe en salle          | Glasgow          | 6e       | 1,94 m |

## Records
| Épreuve         | Épreuve   | Performance  | Lieu          | Date                        |
| --------------- | --------- | ------------ | ------------- | --------------------------- |
| Saut en hauteur | Plein air | 1,94 m (NJR) | Lille Londres | 25 juin 2017 9 juillet 2017 |
| Saut en hauteur | En salle  | 1,95 m (NJR) | Prague        | 20 février 2016             |